# Wewahitchka
La ville de Wewahitchka est située dans le comté de Gulf, dans l’État de Floride, aux États-Unis. Lors du recensement de 2010, sa population s’élevait à 1 981 habitants, estimée à 2 024 habitants en 2016.

## Histoire
De 1925, date de la création du comté, à 1965 Wewahitchka a été le siège du comté avant d’être supplantée par Port Saint Joe.
Le nom de la ville proviendrait d'une langue amérindienne et signifierait « yeux d'eau », en référence à deux lacs séparés par une étendue ressemblant à l'arête d'un nez.

## Démographie
| 1930 | 1940  | 1950  | 1960  | 1970  | 1980  |
| ---- | ----- | ----- | ----- | ----- | ----- |
| 584  | 1 022 | 1 289 | 1 436 | 1 733 | 1 742 |

| 1990  | 2000  | 2010  | - | - | - |
| ----- | ----- | ----- | - | - | - |
| 1 779 | 1 722 | 1 981 | - | - | - |